# トリグラウ国立公園
トリグラウ国立公園（スロベニア語: Triglavski narodni park）は、スロベニアの唯一の国立公園である。

## 歴史
トリグラウ国立公園の始めのきっかけは1908年のに行われたトリグラウ湖の谷の巡視であったが、法律的な理由のためまだ国立公園がまだ樹立されなかった。1920年に、国立公園の需要は再度表せた。1924年に14 km2の国立公園が設立され、1926年に初めて「トリグラウ国立公園」という名前が使用された。1961年5月26日に、20 km2のトリグラウ国立公園は公的に設定された。1981年5月27日に、公園の面積は現在の838 km2に増加された。

## 地理

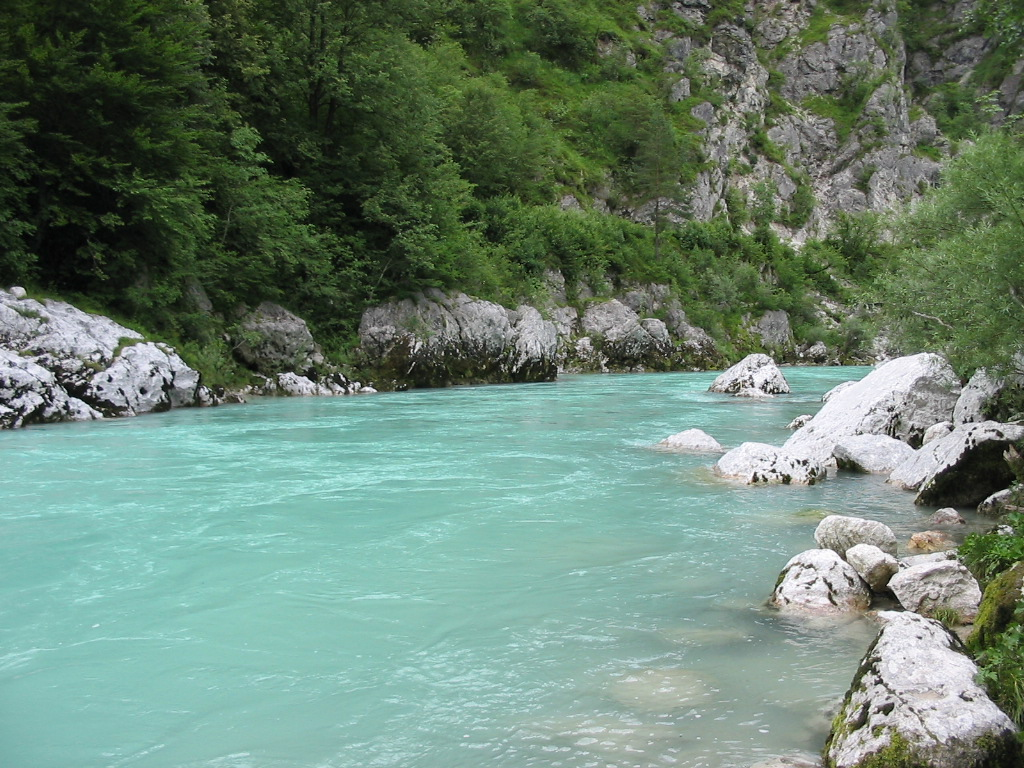
ソチャ川

北西スロベニアのジュリア・アルプス山脈に位置しており、公園は北にオーストリア、西にイタリアに国境を接する。
トリグラウ国立公園の面積は838 km2でスロベニアの面積の4パーセントである。
トリグラウ国立公園はスロベニアの「トリグラウ」という最高峰の山にちなんで名づけられた。トリグラウ山は標高2864 mでジュリア・アルプス山脈とトリグラウ国立公園の最も高い山である。トリグラウ山の上には「Aljazev stolp」という鈴の塔が立っている。
大きくて重要な川が2つある：ソチャ川(スロベニア語：Soca,イタリア語：Isonzo)とサヴァ川（スロベニア語：Sava)である。
トリグラウ国立公園の最大の湖はボーヒン湖（スロベニア語：Bohinjsko jezero)である。ボヒン湖はスロベニアの最大の湖で気のある観光地である。次に有名なのはトリグラウの7つの湖で、黒い湖（スロベニア語：Crno jezero）は最も名高い。その上、スロベニアの最も標高の高い湖トリグラウ国立公園に位置している。昔、公園には氷河が存在したものの、20世紀に地球温暖化のせいで次第に溶けていて消えた。

## 公園の目的
トリグラウ国立公園は、次の点に注意を払う。
- 自然を守ること：　絶滅危惧種の植物と動物に加え、氷河・川などを汚染から守ることである。
- 公園の開発：農業と観光の開発も公園の維持につながる。
- 公園を訪れる人を楽しませること：トリグラウ国立公園には観光客のため色々な設備がある：散歩みち・情報センター・情報ガイド・ワークショップ・教育プログラムなどでる。公園の設備の全ては公園の保護を目的としている。
- 研究：様々な分野の研究が1年中行われている。
- 教育活動：子供向けのコースもあり、大人向けの活動もある。
- 公園の管理

## 生物

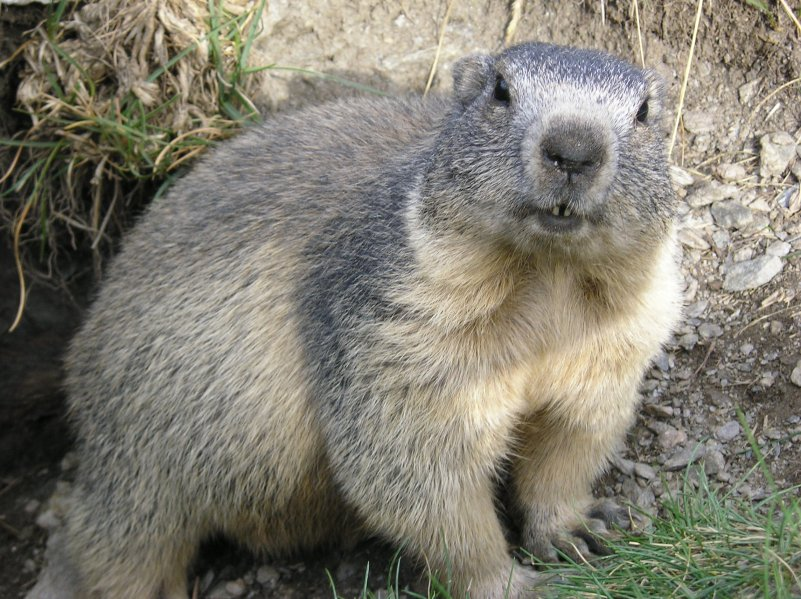
マーモット

トリグラウ国立公園に生息している動物や植物はこの地域の特有に適応してきた。石灰岩のため、公園は洞窟と地下河川が多く、気候が寒くて、食料も不足している。だから、この生き物公園に排他的である。植物として、特に有名なのはtriglavski　dimek、julijski　mak、srebrna　krvomocnica、planika、zvoncnincaは一般的である。この植物は花と葉っぱの色を変えったり、根を強くしたりしてきた。花の中で、水を長期に保つことをでき、明るい色で虫を誘致している。昔豊かな草木は、現代の汚染のせいで、数は徐々に減っている。
トリグラウ国立公園に一般的な動物はアルプスアイベックス（移入）・シャモア・アカシカ・ヒグマ・オオヤマネコ・キツネ類・ヨーロッパアナグマ・イヌワシ・ライチョウ・クロライチョウなどが生息し、夏季にはシロエリハゲワシが飛来する。ヨーロッパオオライチョウやユーラシアカワウソは絶滅が危惧されている。動物は毛の色と厚さ、または食料の消化などが進化し、現在の形に達した。